# Dan Bilzerian

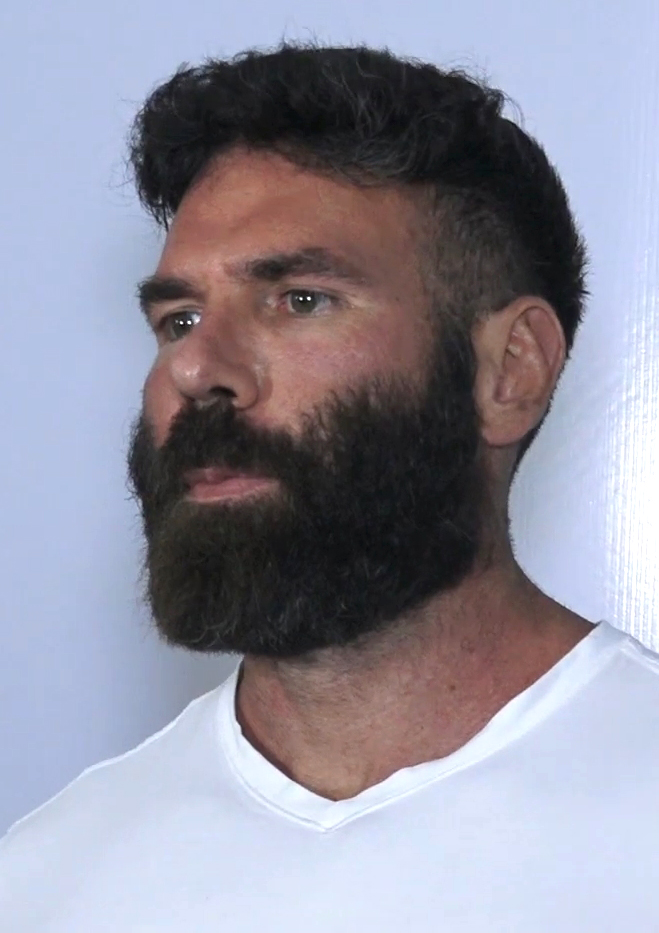
Dan Bilzerian in 2019

Dan Brandon Bilzerian (Armeens: Տան Պիլզերեան, geboren op 7 december 1980 in Tampa) is een Armeens-Amerikaans pokeraar en acteur die bekendstaat om zijn overdadige levensstijl. Zijn bijnaam is ´Instagram King´, vanwege de vele volgers op dit sociale medium.

## Biografie
Dan Bilzerian werd geboren in Tampa (Florida) en is de zoon van Terri Steffen en bedrijfsovernamespecialist Paul Bilzerian. Hij is de broer van Adam Bilzerian en Joey Bilzerian, eveneens pokeraar. Dan Bilzerian is via vaderskant van Armeense afkomst. Hij heeft gesteld dat de helft van de familie Bilzerian vermoord is tijdens de Armeense Genocide. Vader Paul Bilzerian was een corporate trader op Wall Street die trusts oprichtte voor zijn 3 zoons.
Dan Bilzerian begon in 2000 met het trainingsprogramma van de Navy SEALs. Na enkele pogingen slaagde hij hier niet voor. Bilzerian werd weggestuurd van het trainingsprogramma wegens ´veiligheidsovertredingen op de schietbaan´. Hij studeerde daarna aan de Tampa Preparatory school en vervolgens aan de Universiteit van Florida, met de studierichtingen Bedrijfskunde en Criminologie.

## Pokercarrière
Bilzerian nam deel aan de World Series of Poker 2009, waar hij op de 180e plaats eindigde. In november 2013 beweerde Bilzerian $10,8 miljoen gewonnen te hebben tijdens één pokeravond. In 2014 verklaarde hij $50 miljoen gewonnen te hebben gedurende dat jaar, met de opmerking dat hij ´niet meer tegen professionals speelt´.
Bilzerian heeft als doel het grootste heads-up pokertoernooi ooit te spelen en daarvoor is Alec Gores uitgedaagd. De inleg is 50 miljoen dollar per persoon. Naar eigen zeggen heeft Bilzerian zijn inleg al overgeschreven naar het Aria Casino waar het toernooi plaats zal vinden. Pokerliefhebbers zouden het toernooi via pay-per-view live kunnen bekijken.

## Mediapersoonlijkheid
In 2013 begon Bilzerian een juridische procedure tegen de producenten van de film Lone Survivor. De aanklacht betrof het feit dat hij $1 miljoen leende voor de filmproductie, om in ruil minimaal 8 minuten in beeld te verschijnen met minstens 80 woorden aan dialoog. Bilzerians rol was echter gereduceerd tot minder dan 1 minuut beeldtijd en 1 uitgesproken zin.
In december 2014 werd Bilzerian aangeklaagd door pornoactrice Janice Griffith, nadat hij haar in april 2014 tijdens een fotoshoot voor Hustler vanaf het dak van een huis in een zwembad had gegooid. Griffith brak hierdoor haar voet.
In juni 2015 kondigde Bilzerian aan zich te kandideren voor President van de Verenigde Staten tijdens de Amerikaanse presidentsverkiezingen 2016. In december 2015 beëindigde hij dit kandidaatschap.
Bilzerian was aanwezig bij de schietpartij in Las Vegas op 1 oktober 2017.
In 2018 verhuisde Bilzerian van Hollywood Hills in Californië naar Bel Air.
Op 28 augustus 2018 vloog Bilzerian met zijn vader en broer naar Armenië om de Armeense nationaliteit te verkrijgen en zich aan te sluiten bij de Armeense krijgsmacht.

## Filmografie
- 2013: Olympus Has Fallen
- 2013: Lone Survivor
- 2014: The Other Woman
- 2014: The Equalizer
- 2014: Cat Run 2
- 2015: Extraction
- 2016: War Dogs[16]